# Adelberta Reinhart
Schwester Maria Adelberta Reinhart CPS, bürgerlich Rosa Reinhart (* 4. Juni 1917 in Wargolshausen; † 6. Dezember 2008 in Aarle-Rixtel, Niederlande) war Generaloberin der Mariannhiller Missionsschwestern.

## Leben
Als Rosa Reinhart geboren, trat sie 1935 in das Kloster der Missionsschwestern vom Kostbaren Blut in Neuenbeken ein. Mit ihrer Einkleidung 1939 erhielt sie den Ordensnamen Maria Adelberta und legte 1943 die ewige Profess ab. Danach wirkte sie als Lehrerin in der Mission in Kenia, nur unterbrochen durch ein Studium in Pietermaritzburg. 1964 bis 1971 war sie Provinzialin der ostafrikanischen Ordensprovinz ihres Ordens. Schwester Adelberta war von 1971 bis 1986 Generaloberin ihres Ordens mit Sitz in Rom. Nach ihrer Amtszeit wirkte sie von 1986 bis 1999 als Oberin in der niederländischen Ordensprovinz in Tienray. Danach wohnte sie im Mutterhaus ihres Ordens in Aarle-Rixtel.

## Veröffentlichungen
- 100 Jaar missiezusters van het kostbaar bloed 1885–1985. 1985.

## Auszeichnungen
- 1985: Bundesverdienstkreuz 1. Klasse
- 1990: Pro Ecclesia et Pontifice durch Papst Johannes Paul II.